# Cyrtodactylus doisuthep
Espèce
Cyrtodactylus doisuthep est une espèce de geckos de la famille des Gekkonidae.

## Répartition
Cette espèce est endémique de la province de Chiang Mai en Thaïlande.

## Étymologie
Son nom d'espèce lui a été donné en référence au lieu de sa découverte, le Doi Suthep.

## Publication originale
- Kunya, Panmongkol, Pauwels, Sumontha, Meewasana, Bunkhwamdi & Dangsri, 2014 : A new forest-dwelling Bent-toed Gecko (Squamata: Gekkonidae: Cyrtodactylus) from Doi Suthep, Chiang Mai Province, northern Thailand. Zootaxa, no 3811 (2), p. 251–261.